# Marked Tree
La ville américaine de Marked Tree est située dans le comté de Poinsett, dans l’Arkansas. Lors du recensement de 2000, elle comptait 2 800 habitants.

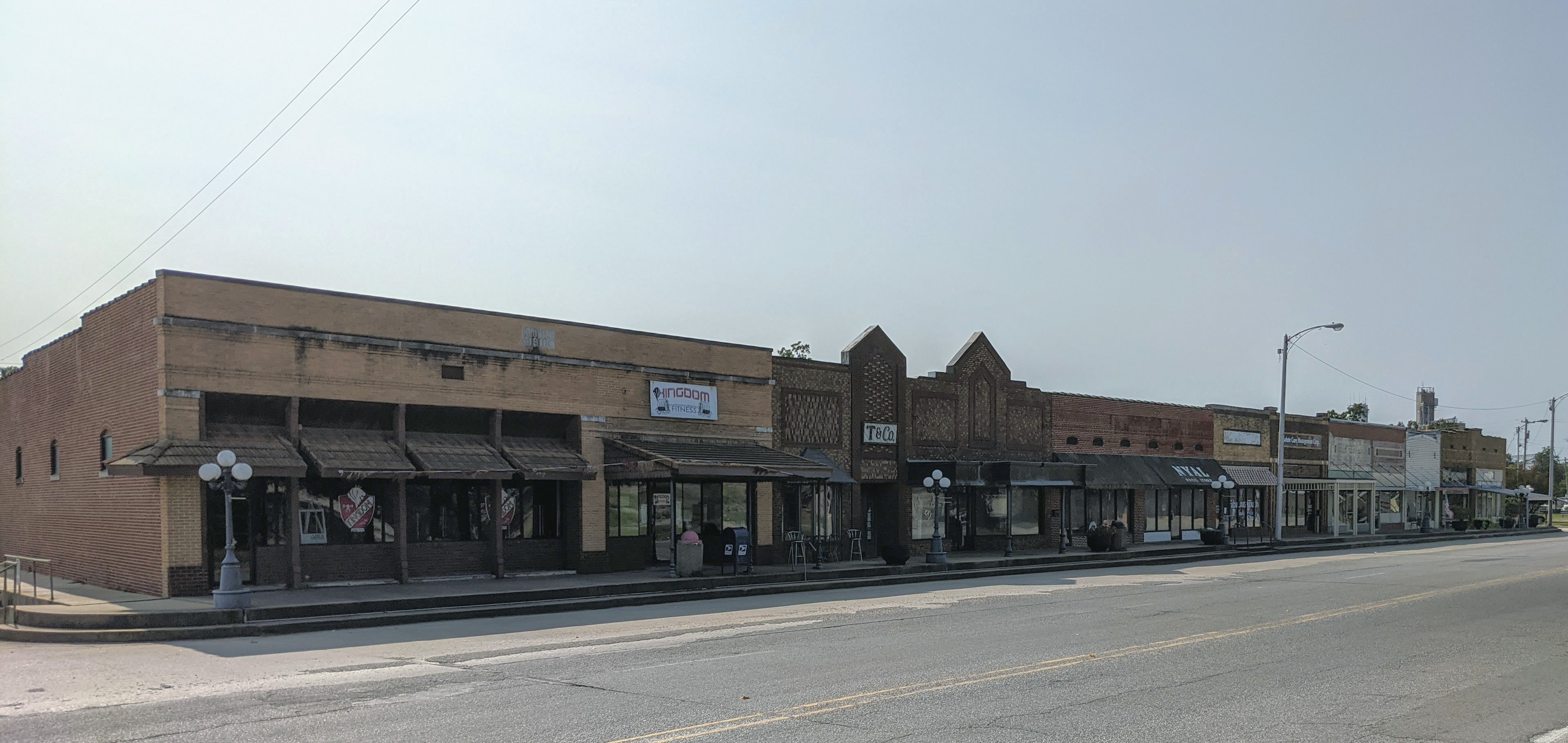
District commercial de Marked Tree

## Démographie
| 1900 | 1910  | 1920  | 1930  | 1940  | 1950  |
| ---- | ----- | ----- | ----- | ----- | ----- |
| 352  | 2 026 | 1 318 | 2 276 | 2 685 | 2 878 |

| 1960  | 1970  | 1980  | 1990  | 2000  | 2010  |
| ----- | ----- | ----- | ----- | ----- | ----- |
| 3 216 | 3 229 | 3 201 | 3 100 | 2 800 | 2 566 |

## Source
- (en) Cet article est partiellement ou en totalité issu de l’article de Wikipédia en anglais intitulé « Marked Tree, Arkansas » (voir la liste des auteurs).

1. ↑  « Statistiques des États-Unis - Arizona - Profils des communautés de 2010 » (consulté en novembre 2020)